# قزمة (أداة)

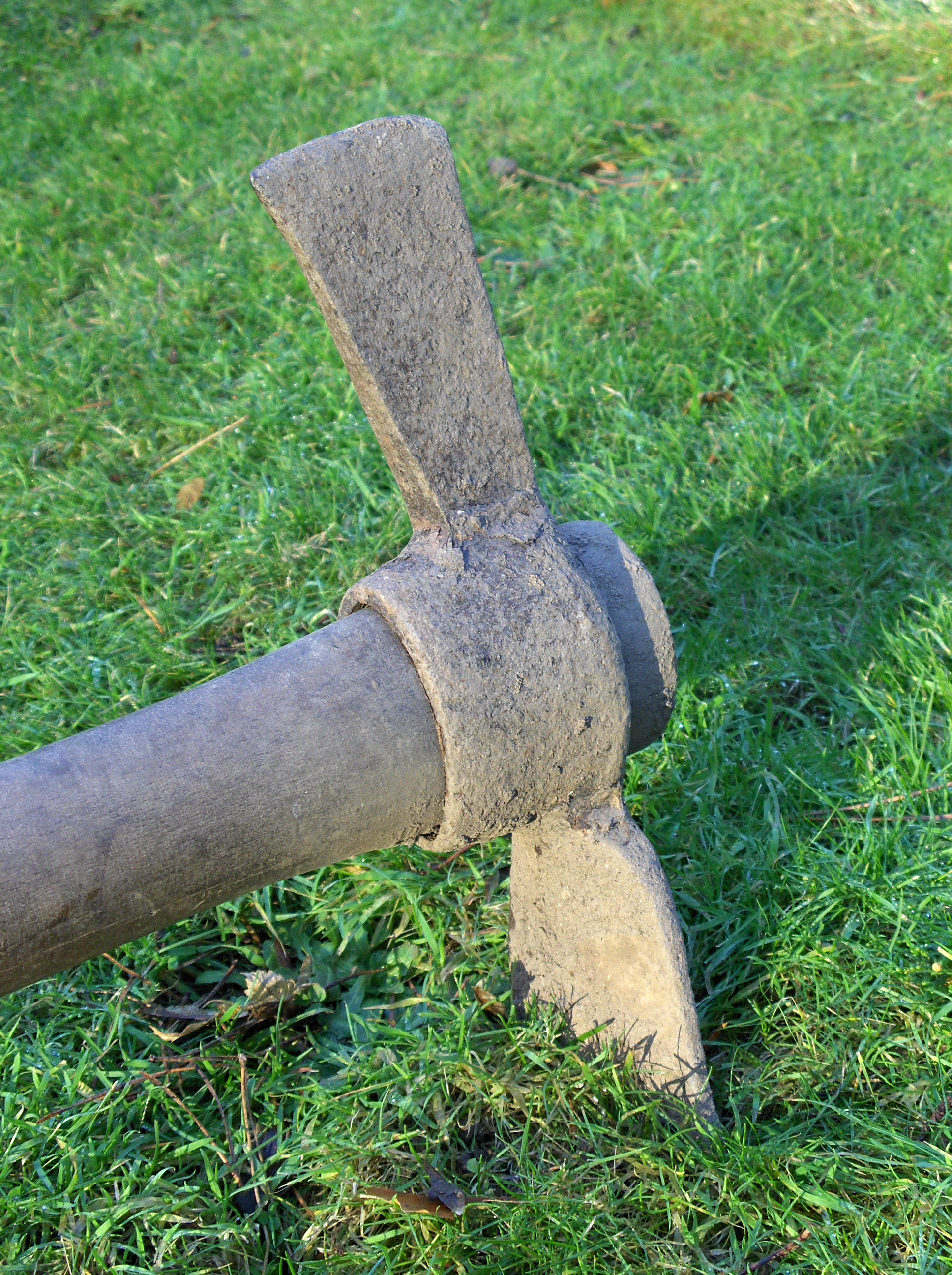
قزمة.

القزمة هي أداة يدوية متعددة الاستخدامات، تستخدم للحفر والتقطيع، على غرار المعول والبلطة. تمتلك القزمة مقبض طويل، ورأس قوي البنية، والذي يجمع بين شفرة البلطة والفأس، وبين المعول.